# Lecidella patavina
Lecidella patavina är en lavart som först beskrevs av A. Massal., och fick sitt nu gällande namn av Knoph & Leuckert. Lecidella patavina ingår i släktet Lecidella och familjen Lecanoraceae.  Arten är reproducerande i Sverige. Inga underarter finns listade i Catalogue of Life.